# Kamaz
Kamaz (rusky Камский автомобильный завод – КАМАЗ, přepis do latinky Kamskij avtomobilnyj zavod, česky Kamský automobilový závod) je název ruského automobilového závodu v Tatarstánském městě Naberežnyje Čelny. KAMAZ se specializuje na výrobu nákladních vozů, tahačů, kamionů a tanků. Vedle nákladních automobilů a kamionů vyrábí také autobusy a dieselovy motory. Nákladní automobily KAMAZ se pravidelně účastní závodu Rallye Dakar, v němž celkem 13× zvítězily.

## Historie
KAMAZ byl založen v roce 1969, první automobil byl vyroben v roce 1976. Kapacita závodu činila asi 65 000 nákladních vozů a 1 000 autobusů. Do října 1988 vyrobil KamAZ milion nákladních vozů a roku 1990 byl jako jeden z prvních v SSSR převeden na akciovou společnost. Roku 1995 zničil celou motorárnu požár a KamAZ musel do svých vozů montovat americké motory Cummins, německé převodovky atd. V letech 1998–1999 se firma pokusila vyrábět levné lidové vozy Oka, kterých se však prodalo jen asi tisíc kusů. V roce 1999 zachránil KamAZ před bankrotem stomilionový úvěr Evropské banky pro obnovu a rozvoj a problémy s odbytem vyřešily až ruské armádní zakázky.

## Skupina KamAZ
Skupinu KamAZ tvoří kromě automobilky více než 100 dceřiných firem, které podnikají ve strojírenství, metalurgii a financích. Část produkce se vyváží hlavně do Číny a Indie, do Jižní Ameriky, severní Afriky a do východní Evropy. V řadě zemí má firma montážní závody a servisní střediska. Necelou polovinu akcií vlastní ruský stát, 27,3 % firma Trojka Dialog a 11 % akcií vlastnil německý Daimler AG. V roce 2008 vyrobil KamAZ více než 70 000 nákladních automobilů, 60 000 motorů a 1 500 autobusů. V roce 2014 to bylo 43 000 automobilů a počet zaměstnanců klesl z 59 na 35 tisíc.

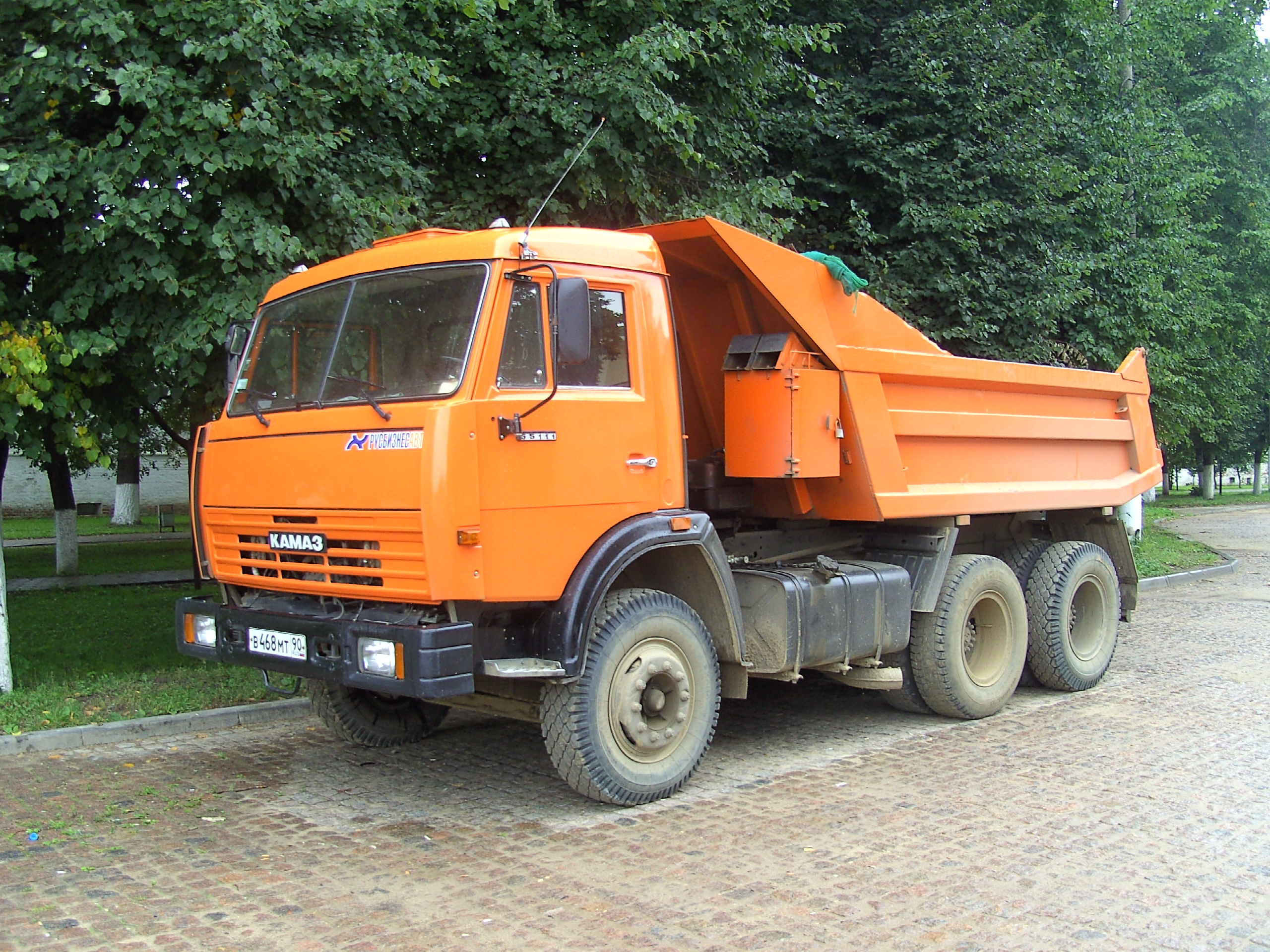
Sklápěč KamAZ 55111
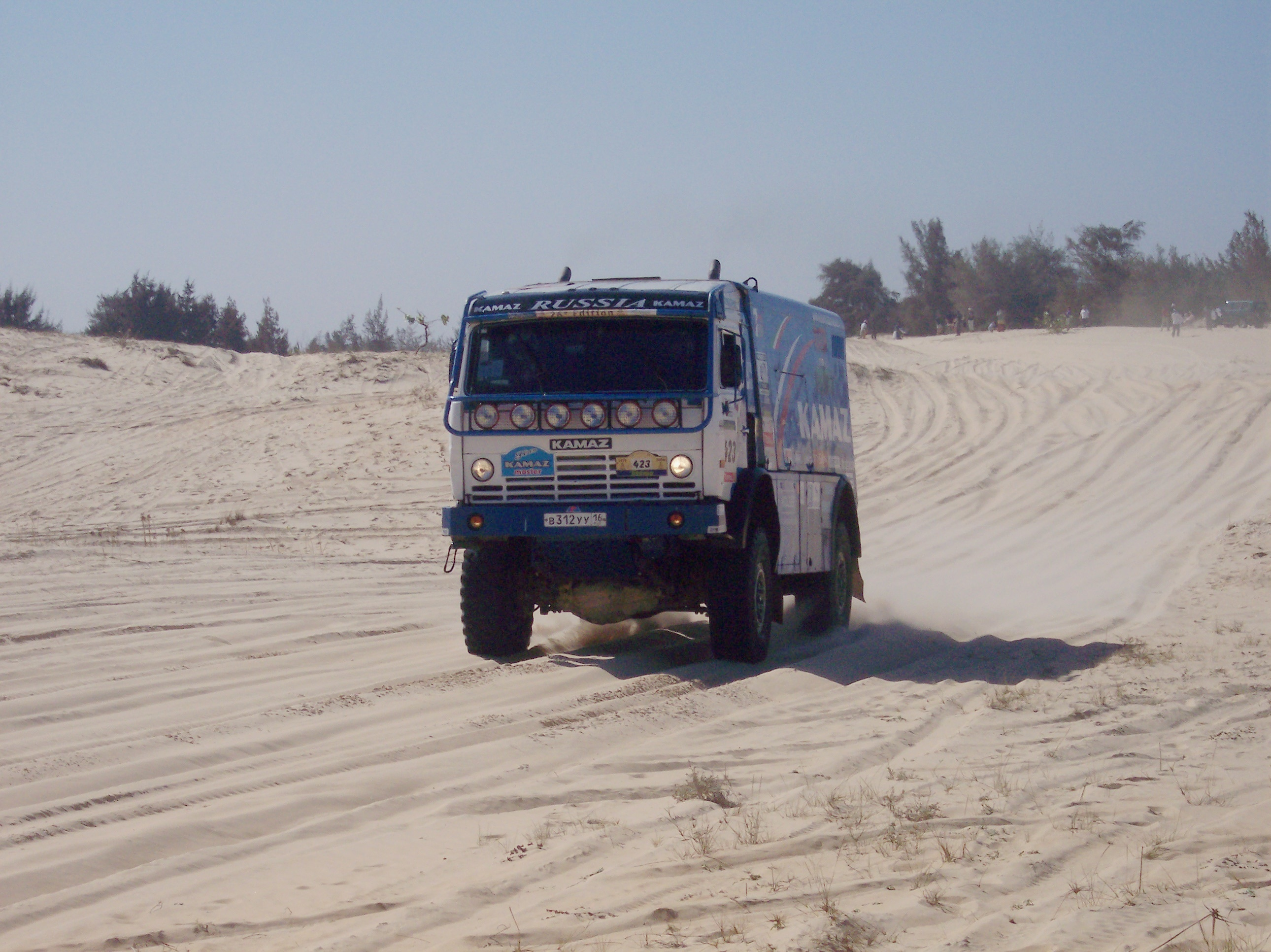
Kamaz při Rallye Dakar 2004
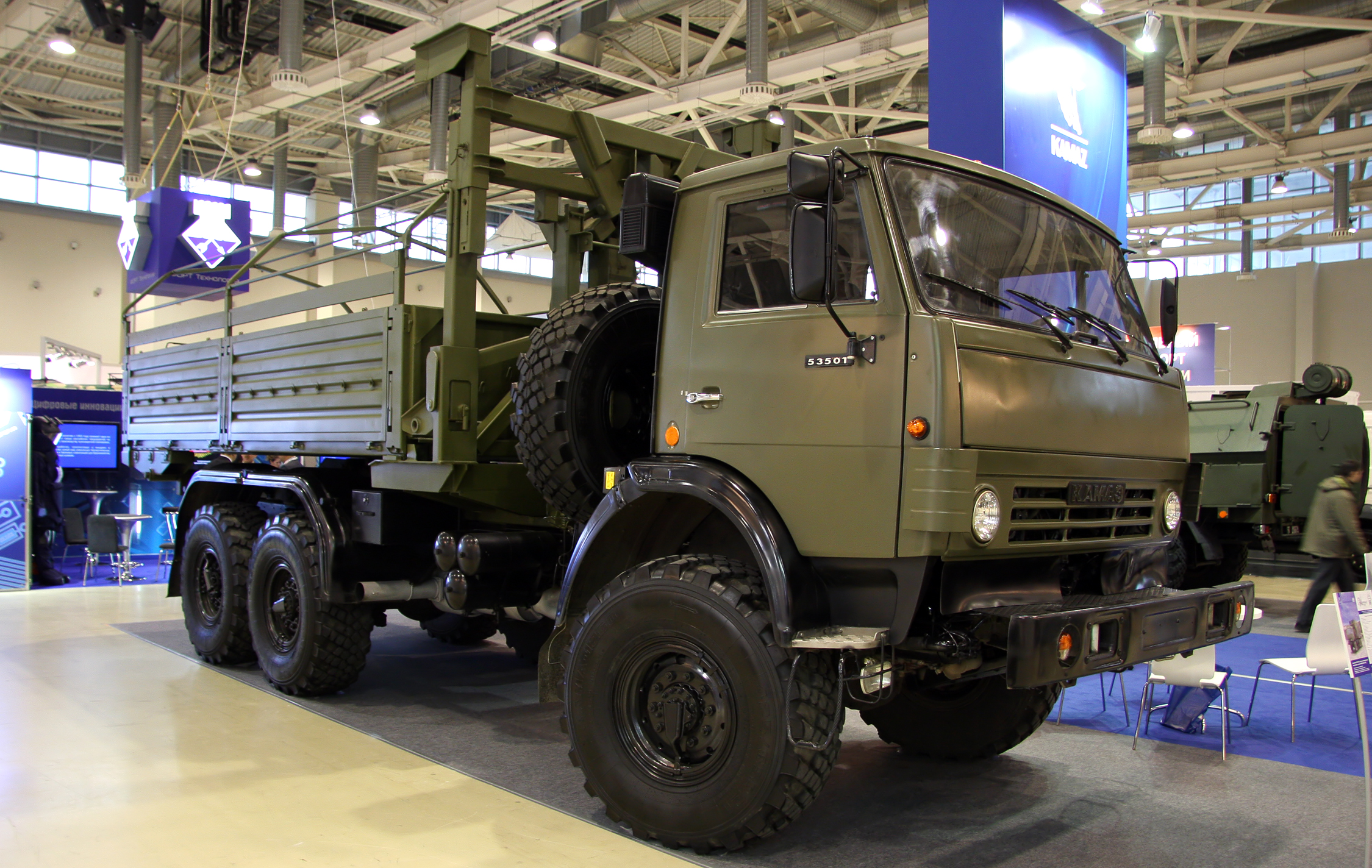
KamAZ-53501
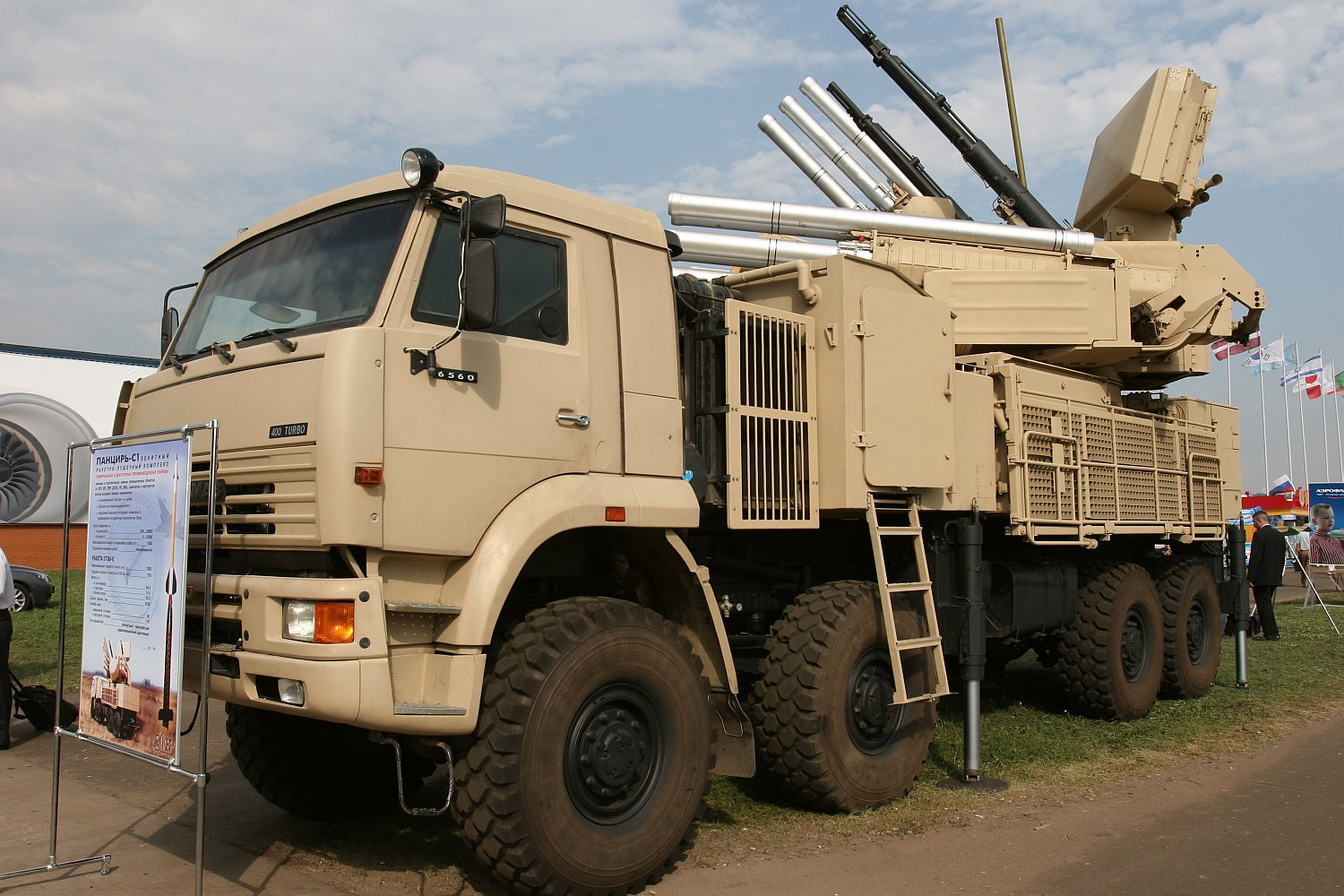
Protiletadlový komplet Pancir-S1 na podvozku KamAZ
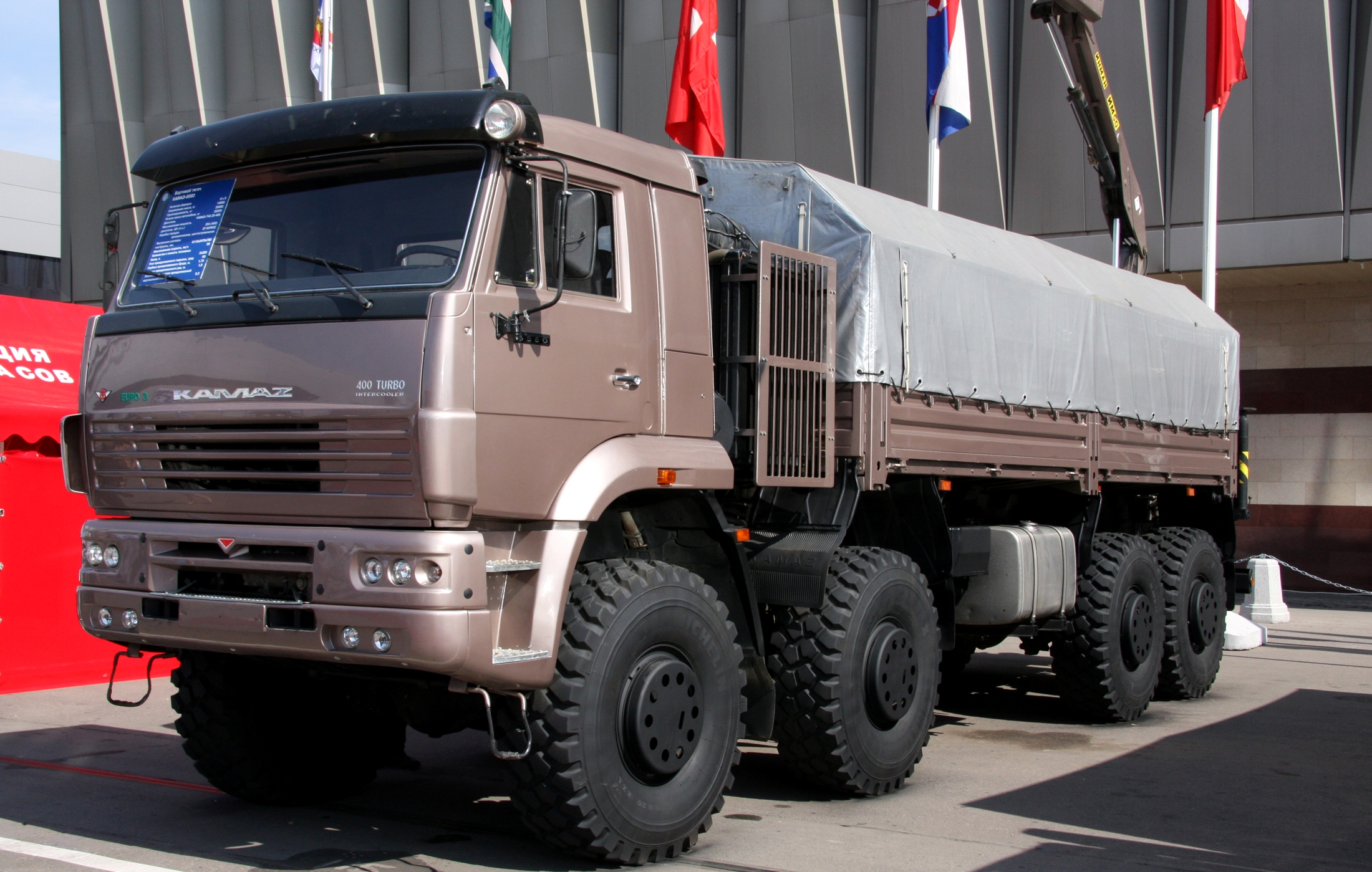
KamAZ-6560
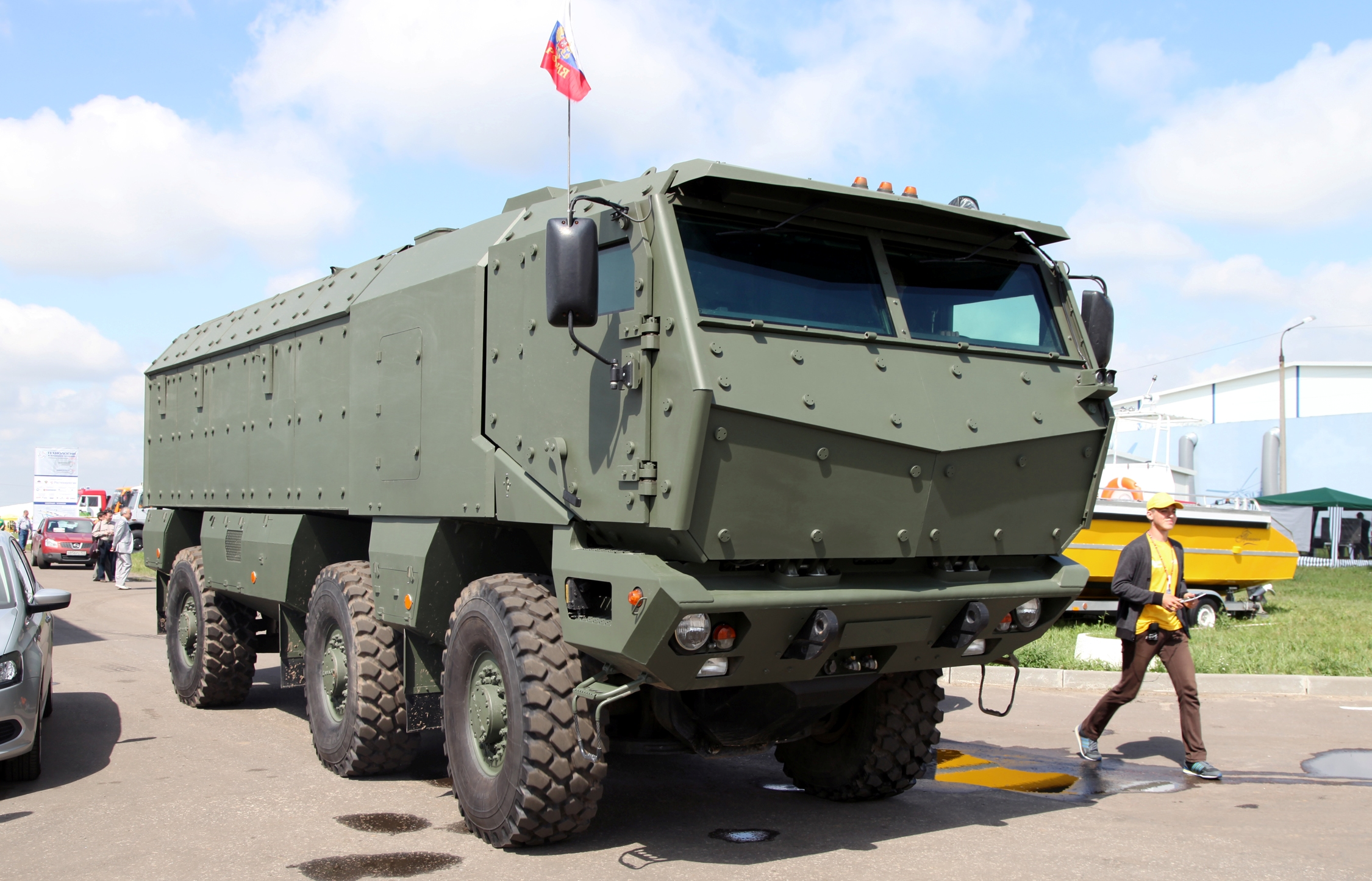
Obrněný vůz KamAZ-63968 Tajfun